# Teatri di Parma

## Teatri storici

### Teatro Regio

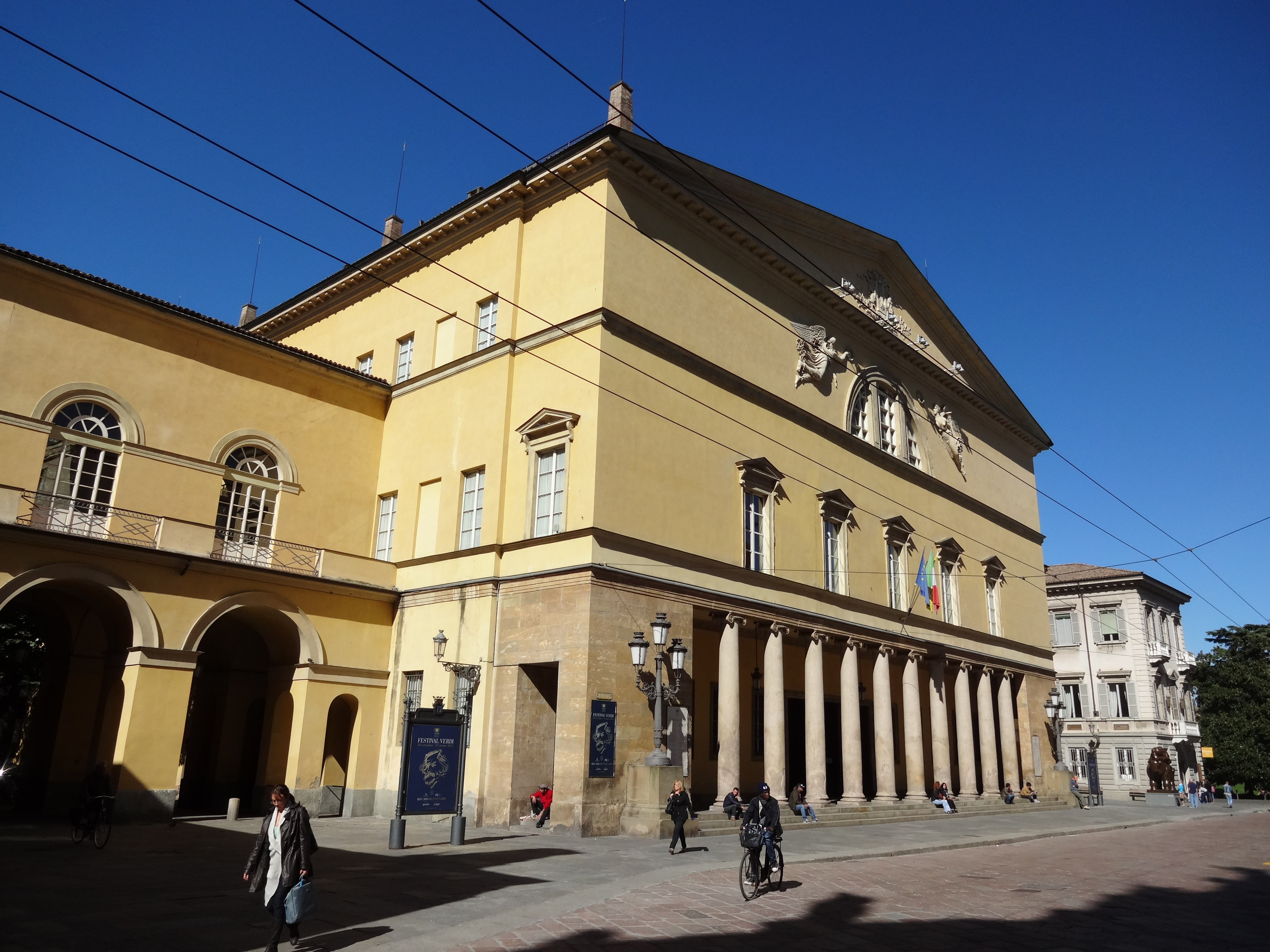
Facciata del Teatro Regio

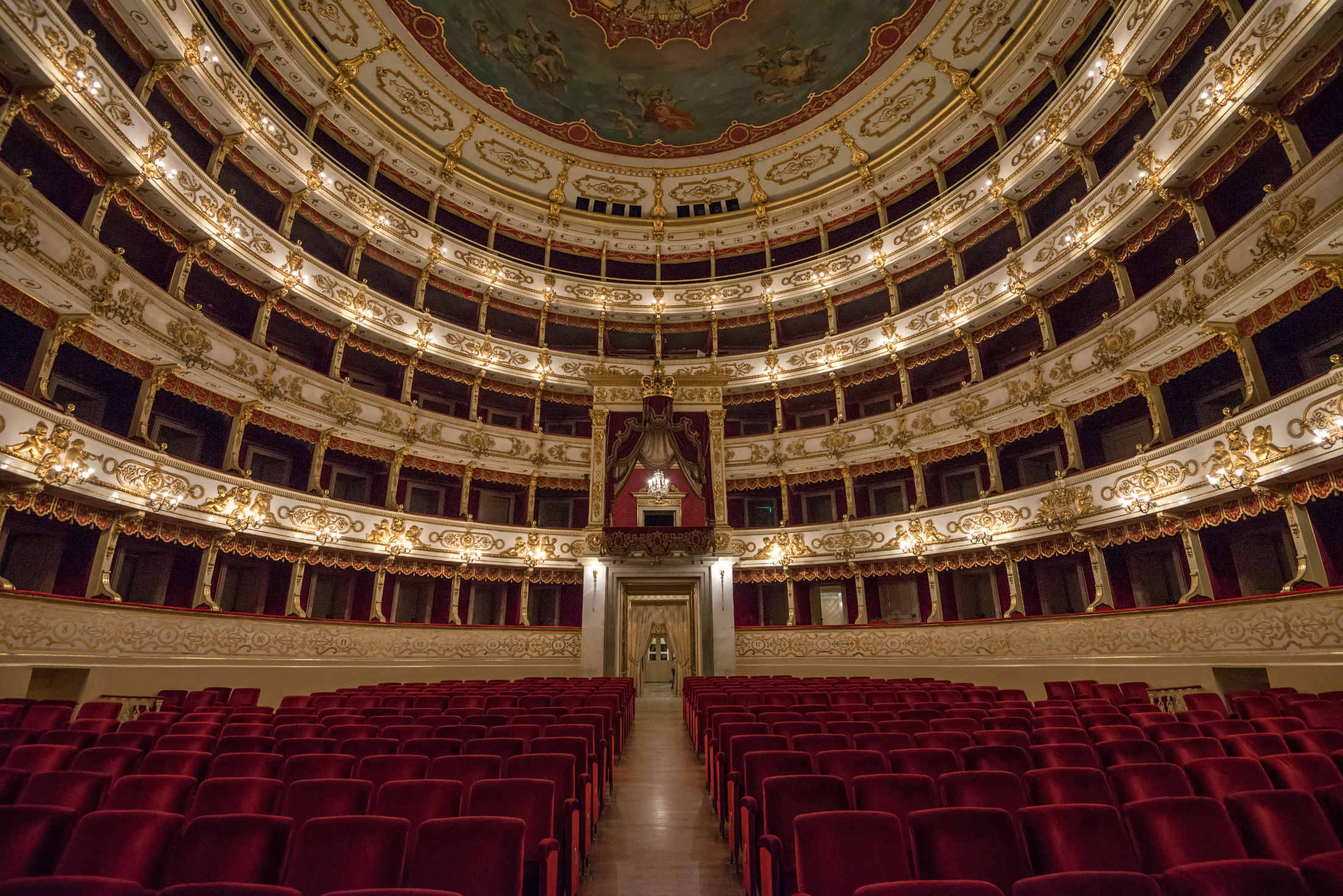
Interno del Teatro Regio

Teatro d'opera della città, situato in pieno centro in strada Garibaldi, a due passi dal Palazzo della Pilotta e dalla Basilica di Santa Maria della Steccata, è considerato uno tra i più importanti teatri di tradizione in Italia. Fu costruito a partire dal 1821 su progetto dell'architetto di Corte Nicola Bettoli, per volere della duchessa Maria Luigia, al cui cospetto fu inaugurato con la Zaira di Vincenzo Bellini il 16 maggio 1829. La facciata neoclassica si sviluppa su un portico architravato, mentre all'interno il foyer dà accesso al ridotto ed alla platea ellittica del teatro; su quest'ultima si innalzano quattro ordini di palchi e il loggione, decorati nel 1853 da Girolamo Magnani, mentre al soffitto, affrescato da Giovan Battista Borghesi, è appeso un enorme lampadario dell'epoca. Si conserva ancora il raro sipario dipinto, anch'esso opera del Borghesi. Simbolo della passione melodrammatica della città e massimo teatro cittadino, è ancora oggi sede di rappresentazioni liriche, concertistiche e di danza con artisti di livello nazionale ed internazionale.

### Teatro Farnese

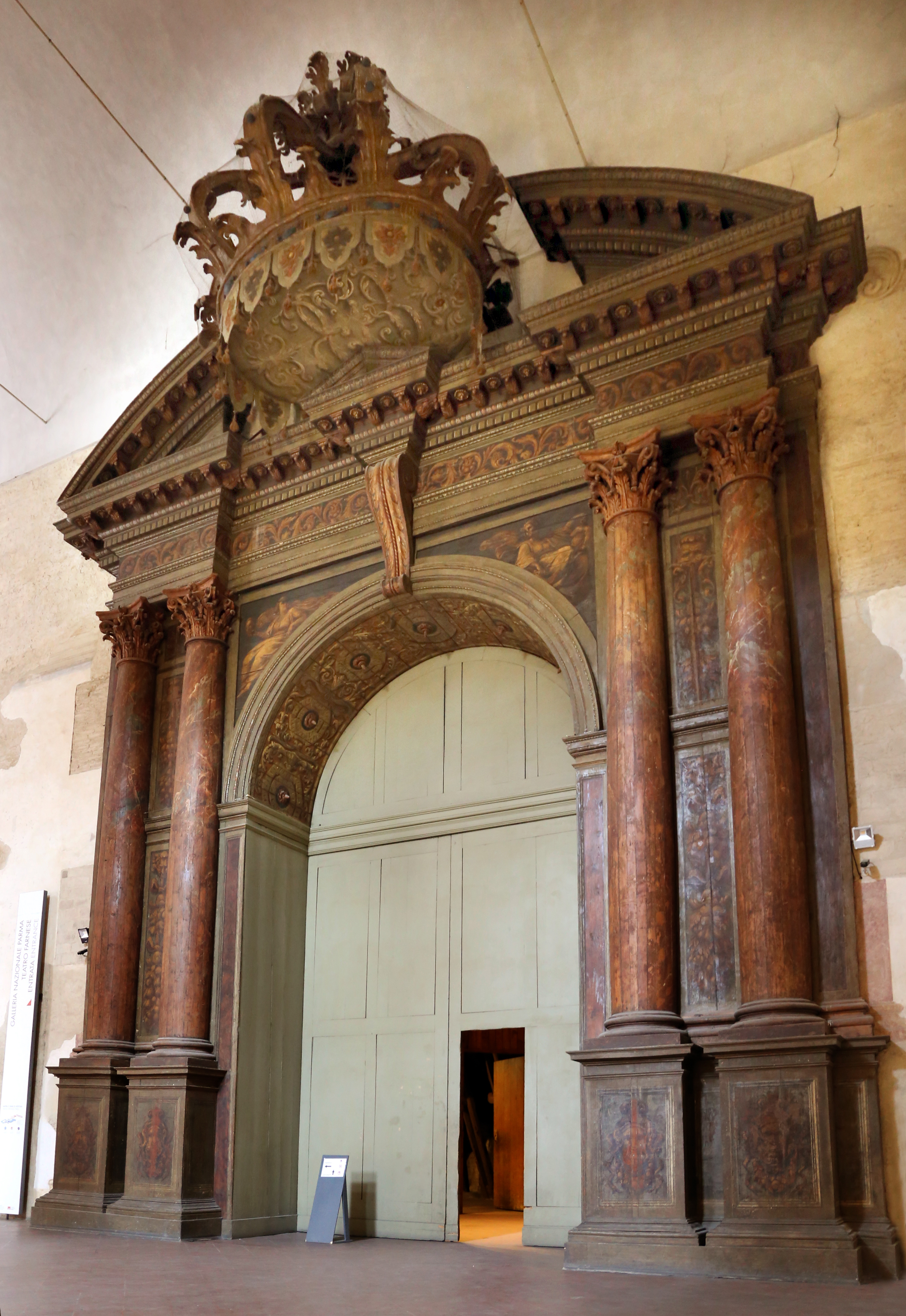
Ingresso del Teatro Farnese

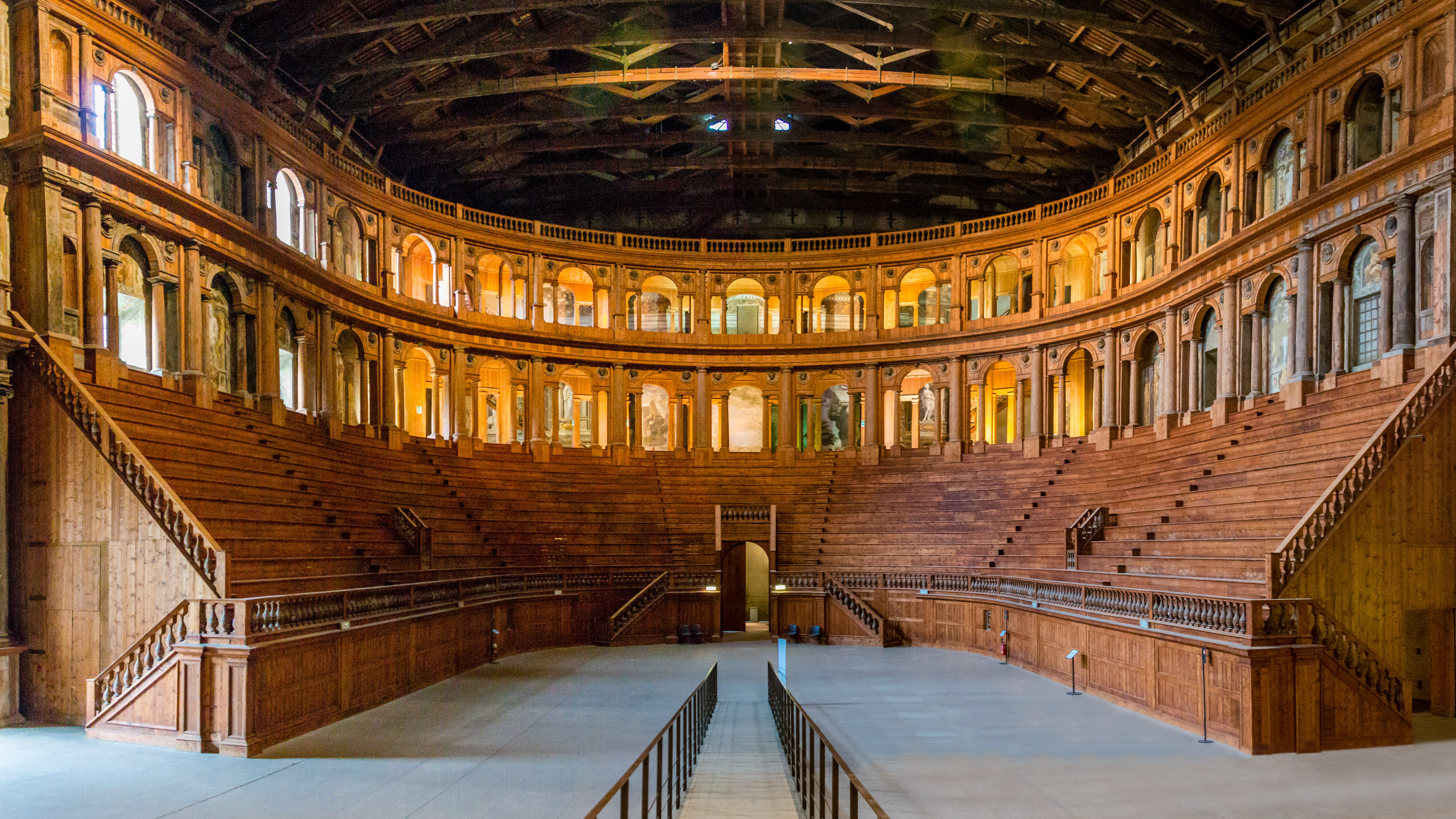
Interno del Teatro Farnese

Antico teatro di Corte, è situato all'interno del maestoso Palazzo della Pilotta. Fu costruito a partire dal 1617 da Giovan Battista Aleotti detto l'"Argenta", coadiuvato da Giovan Battista Magnani, per volontà del duca Ranuccio I Farnese. Fu inaugurato nel 1628 in occasione del matrimonio tra il duca Odoardo I Farnese e Margherita de' Medici con uno sfarzoso spettacolo allegorico-mitologico, culminato in una grandiosa naumachia nella cavea allagata. Fu realizzato interamente in legno ricoperto di stucco dipinto per simulare il marmo ed arricchito da numerose statue in gesso di Luca Reti ed affreschi di Giovan Battista Trotti detto "Malosso", Lionello Spada, Sisto Badalocchio, Antonio Bertoja e Pier Antonio Bernabei, ma fu quasi completamente distrutto da un bombardamento aereo del maggio 1944. Venne ricostruito tra il 1956 ed il 1960, secondo i disegni originali. Considerato uno dei primi teatri ad essere dotato di un arco di proscenio permanente, fu il primo teatro europeo a scena mobile. Inserito all'interno del percorso della Galleria Nazionale, dopo un'inattività durata tre secoli, il teatro è tornato recentemente ad ospitare rappresentazioni concertistiche e teatrali del Teatro Regio di Parma.

### Teatro del Convitto nazionale Maria Luigia

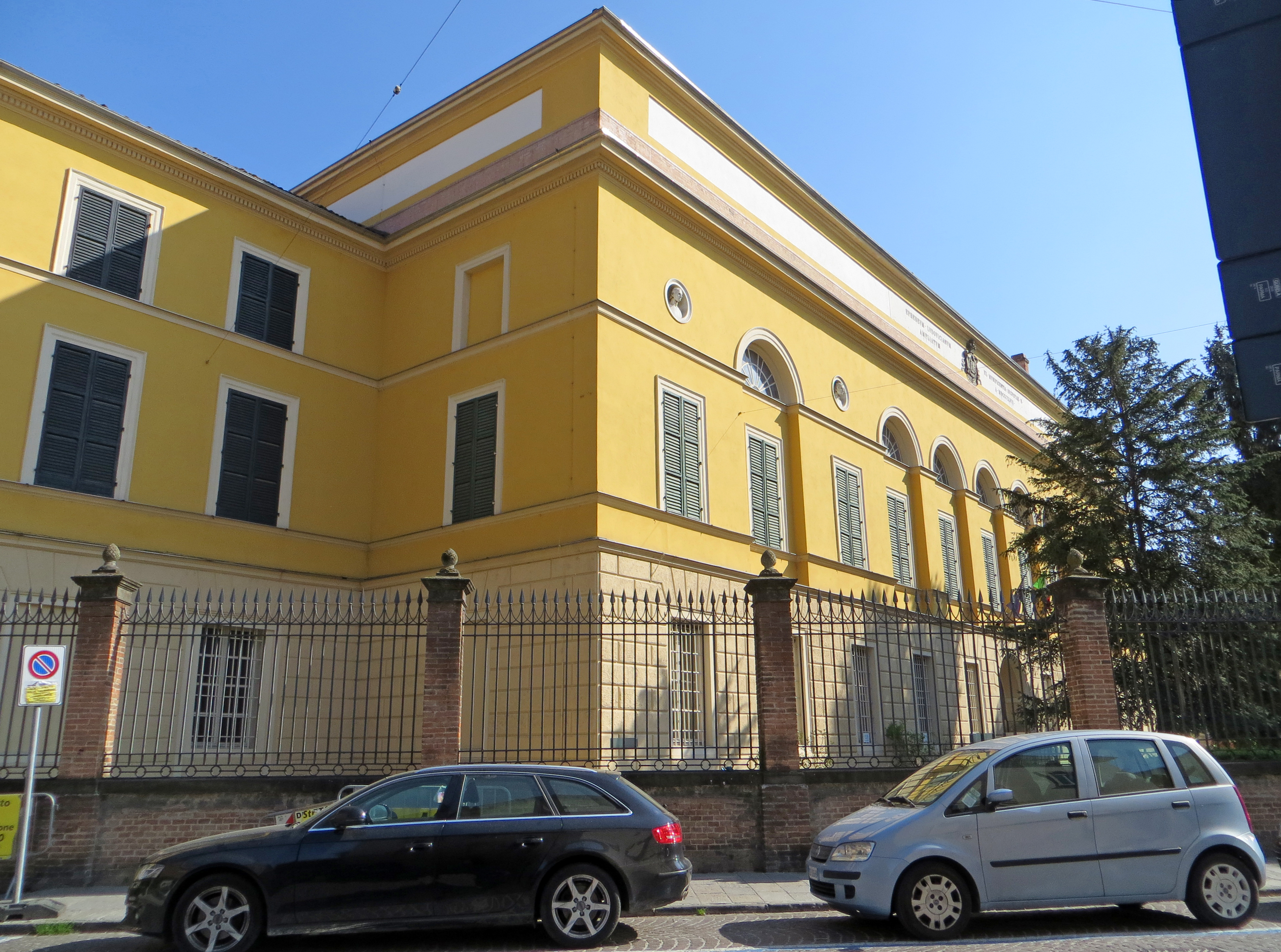
Facciata del Palazzo Imperiale dell'Arena

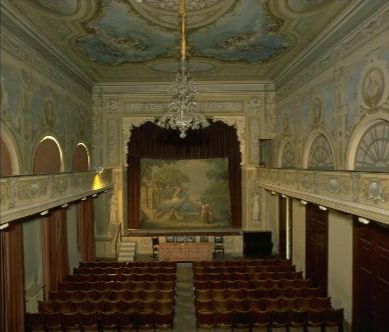
Teatro del Convitto nazionale Maria Luigia

Piccolo teatro privato, è situato all'interno del Palazzo Imperiale dell'Arena. Fu costruito tra il 1821 e il 1829 su progetto dell'architetto di Corte Nicola Bettoli, per volere della duchessa Maria Luigia. Decorato sulla balconata e sul soffitto con affreschi ottocenteschi dipinti da Giovanni Gaibazzi, l'ambiente a pianta rettangolare conserva il sipario originale, realizzato da Girolamo Magnani.

### Teatrino di Villa Petitot

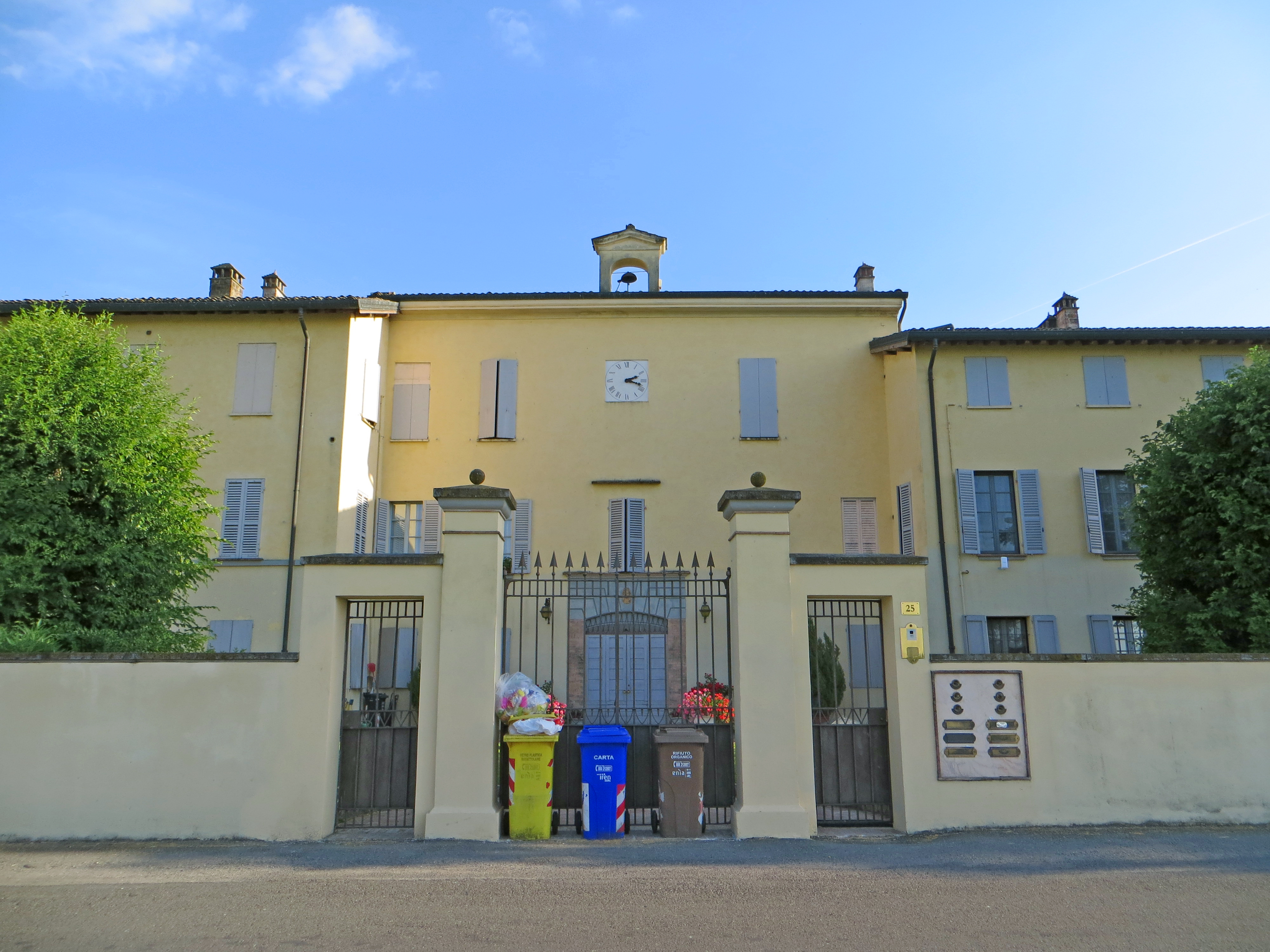
Villa Petitot

Raro esempio di teatrino privato settecentesco ancora integro, è situato all'interno del sottotetto di Villa Petitot nella frazione di Marore, alle porte della città. Fu costruito nella seconda metà del XVIII secolo in stile neoclassico dall'architetto Ennemond Alexandre Petitot, che vi si esibì privatamente per alcuni anni con la compagnia "Società Petitot". Ancora arredato con i mobili originari, l'ambiente conserva il palcoscenico sopraelevato coperto sulle pareti e sul soffitto da pannelli lignei interamente dipinti, arricchiti da colonne perimetrali in finto marmo; il fondale, visibile attraverso le ante rimovibili dello scenario, è decorato con un affresco raffigurante un paesaggio di città; di particolare pregio risulta il finto velario di copertura, retto da putti.

## Principali teatri cittadini

### Auditorium Niccolò Paganini

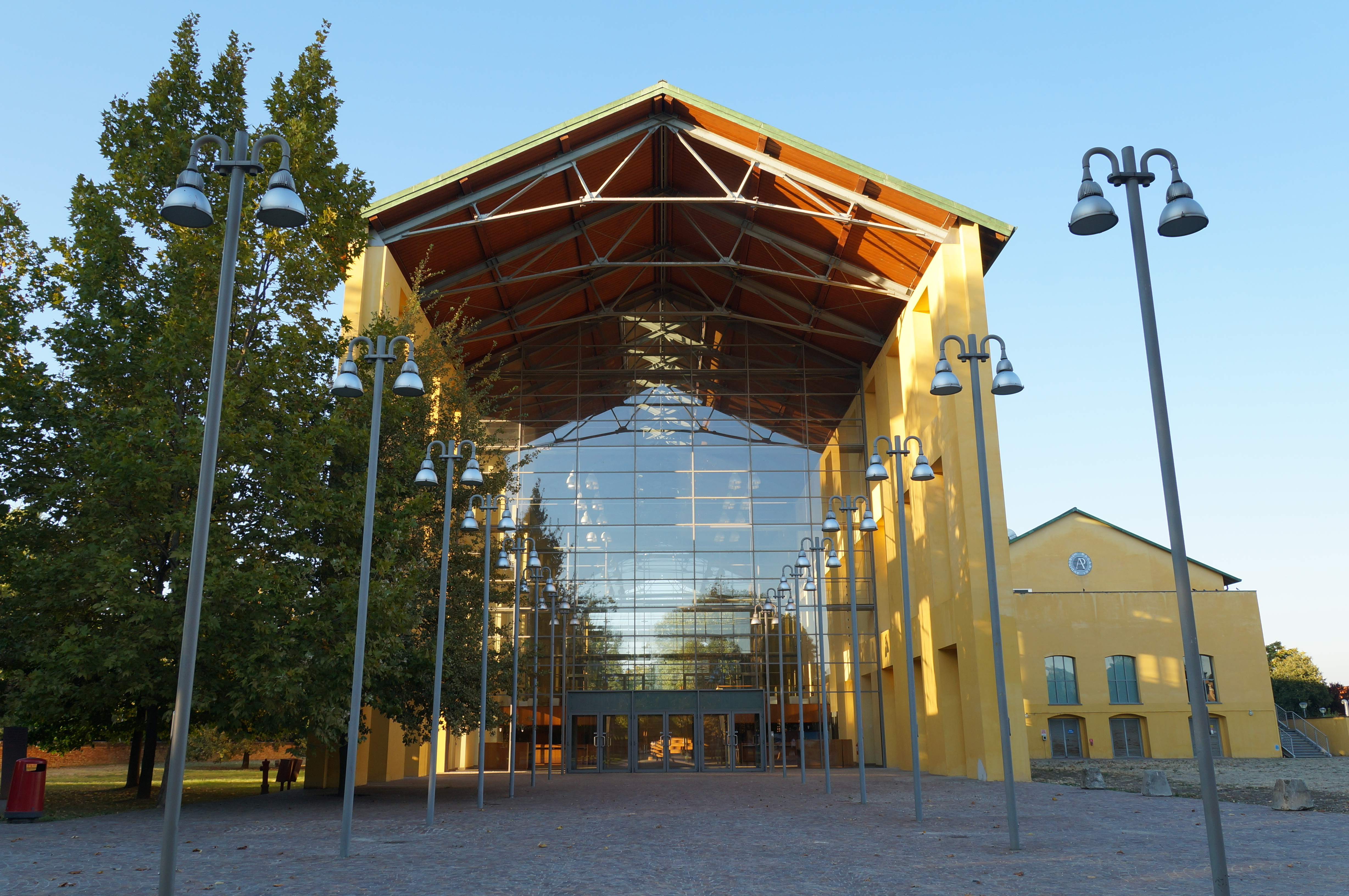
Auditorium Niccolò Paganini

Auditorium destinato ad ospitare concerti, eventi e spettacoli di contenuto musicale, è situato fuori dal centro storico cittadino, all'interno del Parco Eridania con ingresso su via Toscana. Fu progettato dall'architetto Renzo Piano ed inaugurato nel 2001, recuperando le precedenti strutture industriali dello zuccherificio Eridania, nel rispetto della morfologia dell'edificio esistente. Costituito da una grande sala dalla capienza di 780 persone, ogni anno ospita la stagione concertistica del Teatro Regio; è inoltre parte integrante del Centro congressi del Comune di Parma, che comprende complessivamente 6 sale polifunzionali, con una capacità totale di 1.600 posti.

### Teatro Due

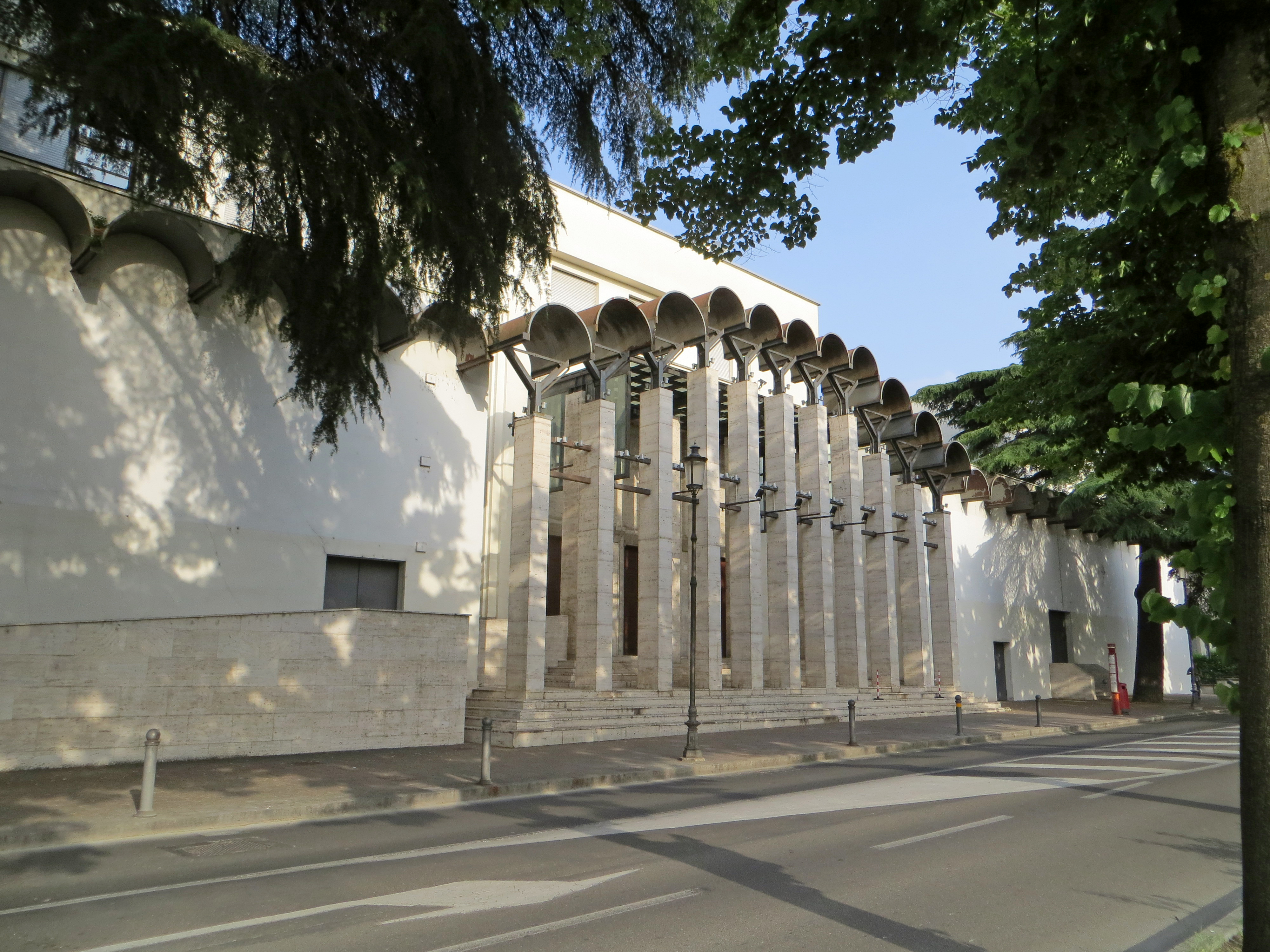
Teatro Due

Teatro di proprietà pubblica, è situato sul Lungoparma. Fu costruito nel 1902 con la funzione di Bagno pubblico, ma subì una completa trasformazione e numerosi cambi di destinazione nei decenni successivi, finché dal 1970 venne occupato dalla "Compagnia del collettivo", trasformata in seguito nella compagnia del Teatro Stabile di Parma. Nel 2011 fu recuperato il retro della struttura con la realizzazione di un anfiteatro all'aperto da 780 posti. Il Teatro Due viene considerato un punto di riferimento nel panorama teatrale nazionale ed internazionale.

### Teatro al Parco

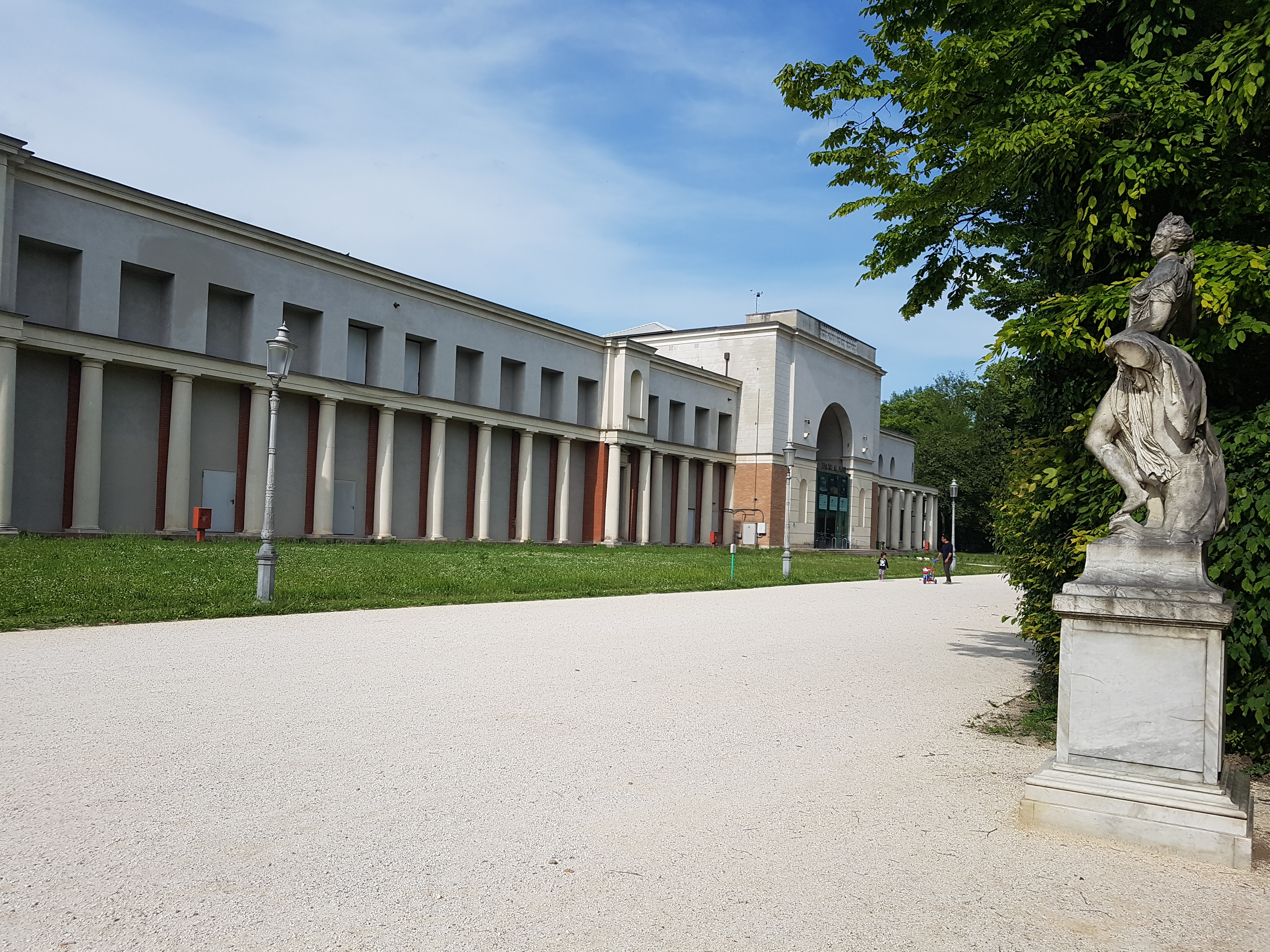
Teatro al Parco

Teatro pubblico, è situato all'interno del Parco Ducale. Fu costruito tra il 1939 e il 1941 quale sede di esposizioni fieristiche, che vi si tennero per circa quarant'anni, e nel 1987 fu trasformato nella sede della "Compagnia delle Briciole". Ristrutturato nei primi anni del 2000, comprende una sala da 400 posti a sedere ed una da 150. È stato il primo teatro in Italia quale Centro Stabile di Produzione, Programmazione e Ricerca Teatro Ragazzi e Giovani, poi diventato Teatro Stabile di Innovazione, gestito dal 2007 da Solares Fondazione delle Arti.

### Palaverdi
Enorme auditorium, è situato all'interno dell'area fieristica della città. Noto originariamente come Palacassa, fu costruito nel 2001 su progetto dell'architetto Carlo Quintelli. Capace di accogliere 5 000 persone sedute e 6 000 in piedi, nelle sue 8 sale ospita convegni, seminari e grandi eventi di spettacolo e cultura.

### Teatro Giovannino Guareschi
Edificio teatrale in attesa di apertura, è situato accanto al parco Pellegrini, tra viale Tanara e viale Mentana. Il suo cantiere, avviato nel 2008 ed in buono stato di avanzamento, è fermo da anni in attesa di ulteriori finanziamenti. Il progetto prevede un teatro con 600 posti a sedere ed un'arena estiva da 300 posti. Proporrà stagioni di teatro popolare parmigiano interamente in lingua dialettale.

## Altri teatri cittadini

### Teatro Cinghio
Piccolo teatro, è situato in largo 8 marzo, nel quartiere Montanara. Fu fondato nel 1985 all'interno del fienile di un'antica corte rurale, con una capienza di 120 posti al chiuso e 150 nell'arena estiva. Gestito come il Teatro al Parco da Solares Fondazione delle Arti, ospita un'importante rassegna annuale di musica da camera.

### Nuovo Teatro Pezzani
Teatro del quartiere Oltretorrente, è situato in borgo San Domenico, laterale di Strada Bixio. Fu costruito negli anni cinquanta del secolo scorso e ristrutturato nel 1991. Può ospitare fino a 493 spettatori ed è la sede del centro di produzione teatrale "Compagnia dei Borghi".

### Teatro del Tempo
Piccolo teatro del quartiere Oltretorrente, è situato in borgo Cocconi, laterale di strada D'Azeglio. Fu fondato nel 1992. Può ospitare fino a 99 spettatori e, nonostante le modeste dimensioni, offre una ricca stagione che si prefigge di valorizzare giovani talenti nel campo della prosa e della musica.

### Associazione culturale Campagna & Città
Associazione culturale, ha sede in strada XX Settembre, laterale di strada Garibaldi. Rappresenta dal 2015 l'evoluzione del soppresso Theatro del Vicolo, riproponendosi di offrire l'opportunità di avvicinarsi allo studio e alla pratica dell'arte teatrale, della poesia, del canto e della musica strumentale.

### Europa Teatri
Associazione culturale, ha sede in via Oradour, laterale di via Sidoli, nel quartiere Lubiana. Si ripropone di offrire la divulgazione del sapere teatrale attraverso ricerca, prosa, cabaret e rassegne di danza.

### Teatro del Cerchio
Teatro di recente edificazione, è situato all'interno della scuola Anna Frank in via Pini, laterale di via Emilia Ovest. Costruito negli anni novanta del secolo scorso e successivamente ristrutturato, le sue gradinate ad arena possono accogliere 200 spettatori. Si ripropone di offrire spettacoli ma anche di costituire una piccola scuola di teatro.

### Auditorium Toscanini
Sala civica del Comune di Parma, è situato all'interno dell'omonima scuola, in via Cuneo, nel quartiere San Leonardo. Capace di contenere fino a 210 persone, offre spettacoli di vario genere.

### Teatro Lenz
Teatro sede dell'associazione culturale "Lenz Fondazione", ha sede in via Pasubio, nel quartiere San Leonardo. Fu costruito negli anni trenta del secolo scorso quale edificio industriale e ristrutturato nel 1989 e nuovamente nel 2001. Le sue due sale rappresentano un luogo di produzione culturale, di sperimentazione e formazione teatrale.